# Charles Beeson
Charles Beeson é um diretor de televisão inglês. Ficou conhecido por trabalhar em EastEnders, Spooks, Close to Home, Terminator: The Sarah Connor Chronicles, The Mentalist, The Vampire Diaries, Supernatural, Person of Interest, Fringe, Alcatraz e Revolution.